# Sadorus
Sadorus és una població dels Estats Units a l'estat d'Illinois. Segons el cens del 2000 tenia 426 habitants.

## Demografia
Segons el cens del 2000, Sadorus tenia 426 habitants, 163 habitatges, i 118 famílies. La densitat de població era de 193,5 habitants/km².
Dels 163 habitatges en un 31,3% hi vivien nens de menys de 18 anys, en un 60,1% hi vivien parelles casades, en un 8,6% dones solteres, i en un 27,6% no eren unitats familiars. En el 20,9% dels habitatges hi vivien persones soles el 6,7% de les quals corresponia a persones de 65 anys o més que vivien soles. El nombre mitjà de persones vivint en cada habitatge era de 2,61 i el nombre mitjà de persones que vivien en cada família era de 3,06.
Per edats la població es repartia de la següent manera: un 24,4% tenia menys de 18 anys, un 7,5% entre 18 i 24, un 35,9% entre 25 i 44, un 20,9% de 45 a 60 i un 11,3% 65 anys o més.
L'edat mediana era de 37 anys. Per cada 100 dones de 18 o més anys hi havia 120,5 homes.
La renda mediana per habitatge era de 44.375 $ i la renda mediana per família de 42.083 $. Els homes tenien una renda mediana de 35.167 $ mentre que les dones 20.500 $. La renda per capita de la població era de 18.540 $. Aproximadament l'1,7% de les famílies i el 3,6% de la població estaven per davall del llindar de pobresa.

## Poblacions més properes
El següent diagrama mostra les poblacions més properes.